# Sosna karłowa
Sosna karłowa, kosolimba (Pinus pumila (Pall.) Regel) – gatunek krzewu iglastego z rodziny sosnowatych (Pinaceae). Kosolimba występuje we wschodniej Syberii, na półwyspie Kamczatka i Wyspach Kurylskich, w Japonii, Mandżurii, Korei Północnej, na północnych obszarach Mongolii i w Chinach.

## Morfologia

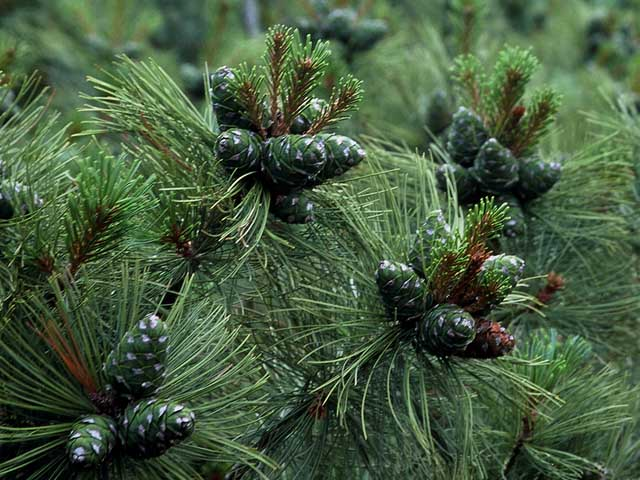
Igły, szyszki

PokrójKrzew iglasty, rosnący wolno, krzaczasto, dość regularnie. Pokrojem zbliżony do kosodrzewiny (Pinus mugo).
PieńOsiąga 1–3 m wysokości, wyjątkowo w korzystnych warunkach dorasta do 5 m.
LiścieIgły zebrane po 5 na krótkopędzie, zielone, sztywne, od wewnętrznej strony w odcieniu niebieskawym z podłużnymi, białymi paskami. Są lekko skręcone, o zróżnicowanej długości (3–8 cm).
SzyszkiJajowate, niewielkie, o rozmiarach 3–4,5 na 2,5–3 cm, w kolorze purpurowo lub czerwono-brązowym. Nasiona jednocentymetrowe, ciemnobrązowe, o orzeszkowatym kształcie, nie mają skrzydełek.

## Biologia i ekologia
Jedna wiązka przewodząca i 1 lub 2 kanały żywiczne w liściu. Igły o przekroju poprzecznym w kształcie trapezu.
Występuje w górach, na wysokościach 1000–2300 m n.p.m., na terenie tundry, szczególnie na obszarach o dużej wilgotności powierza. Jest bardzo wytrzymała, znosi dość niskie temperatury i niekorzystne działanie porywistych wiatrów. Lubi miejsca nasłonecznione. Preferuje gleby lekkie, piaszczyste, także iły.
Nasiona są jadalne, chętnie zjadane przez orzechówki (Nucifraga caryocatactes).
Sosna karłowa jest podatna na zarażenie grzybem rdzawnikowym Cronartium kamtschaticum (Peridermium kurilense Diet.), blisko spokrewnionym z wywołującym rdzę wejmutkowo-porzeczkową grzybem Cronartium ribicola.

## Systematyka i zmienność
Pozycja gatunku w obrębie rodzaju Pinus:
- podrodzaj Strobus
  - sekcja Quinquefoliae
    - podsekcja Strobus
      - gatunek P. pumila

W górach północnej Japonii często krzyżuje się z sosną drobnokwiatową (Pinus parviflora), tworząc hybrydę (Pinus ×hakkodensis) dorastającą do 8–10 m.

## Zagrożenia
Międzynarodowa organizacja IUCN nadała temu gatunkowi kategorię zagrożenia LC (least concern), czyli jest gatunkiem najmniejszej troski, spośród gatunków niższego ryzyka.